# Johan I van Nassau-Siegen
Johan I van Nassau-Siegen (ca. 1339 – Herborn, 4 september 1416), Duits: Johann I. Graf von Nassau-Siegen, was graaf van Nassau-Siegen, een deel van het graafschap Nassau. Hij stamt uit de Ottoonse Linie van het Huis Nassau. Door onderhandelingen, en wanneer noodzakelijk ook door handig gevoerde vetes, verzekerde hij zijn land van vele soorten voordelen, bijvoorbeeld inkomsten uit oude, tot dan toe weinig gebruikte Rijntollen.

## Biografie

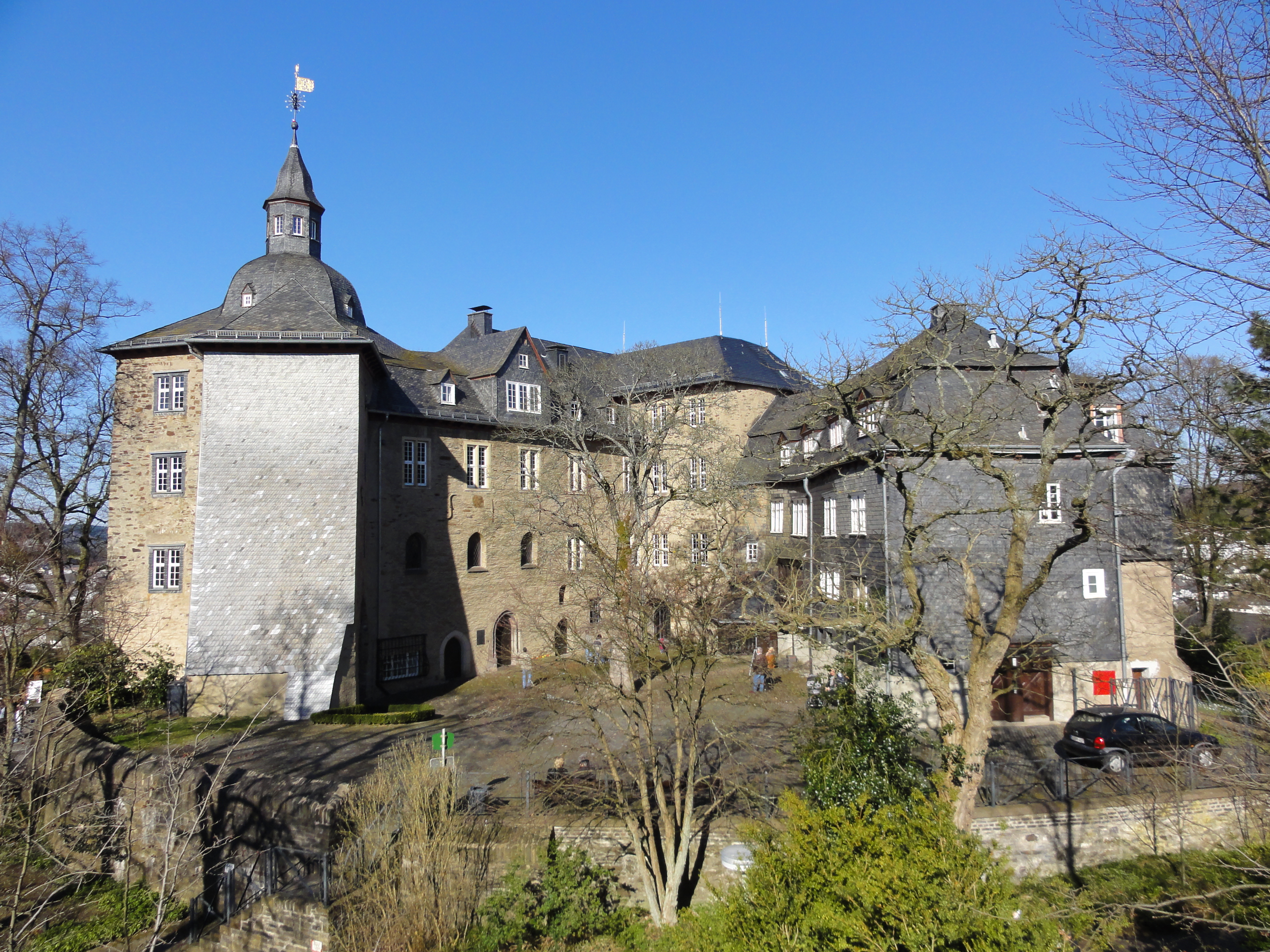
Slot Siegen

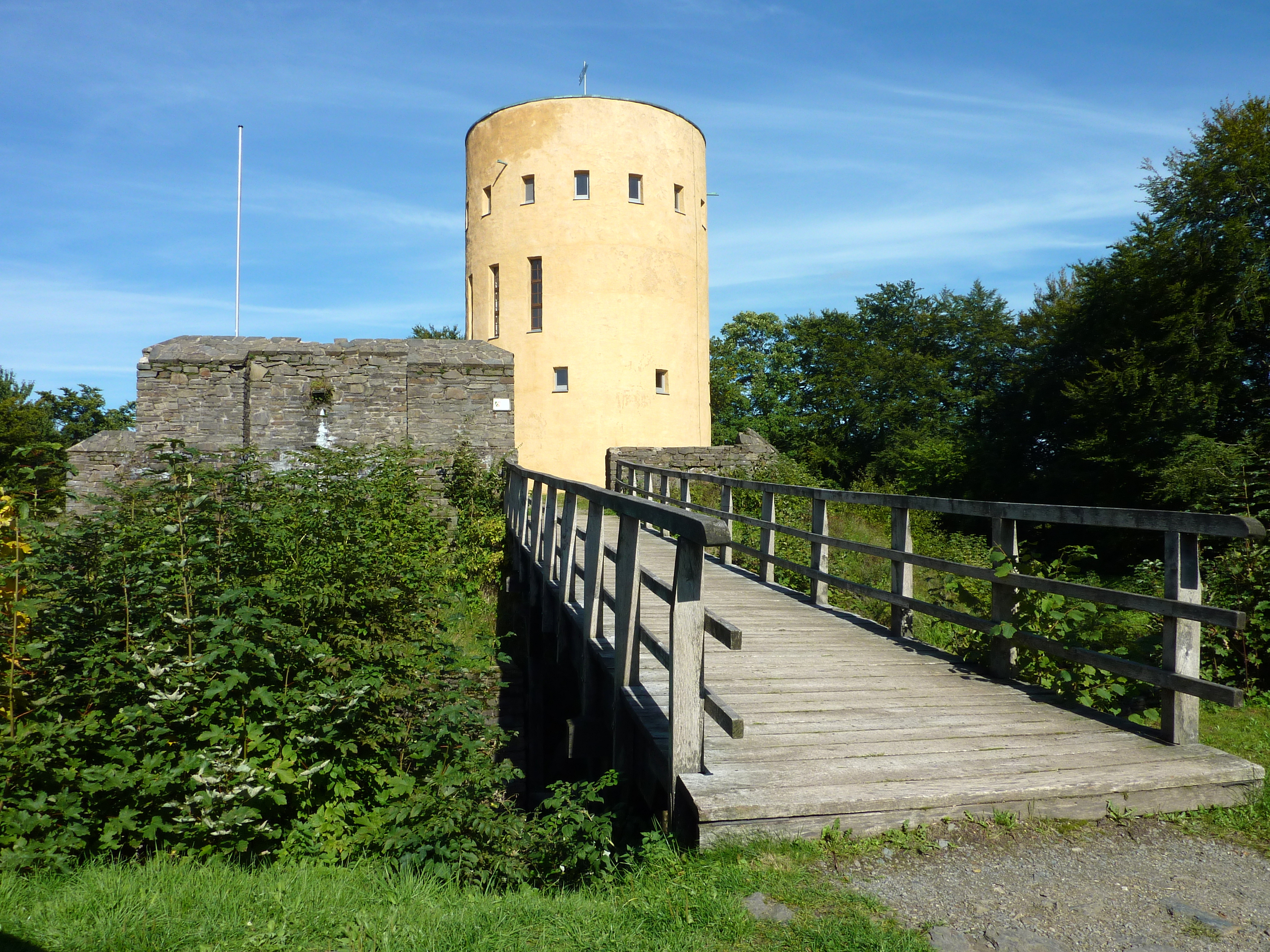
De Burcht Ginsburg

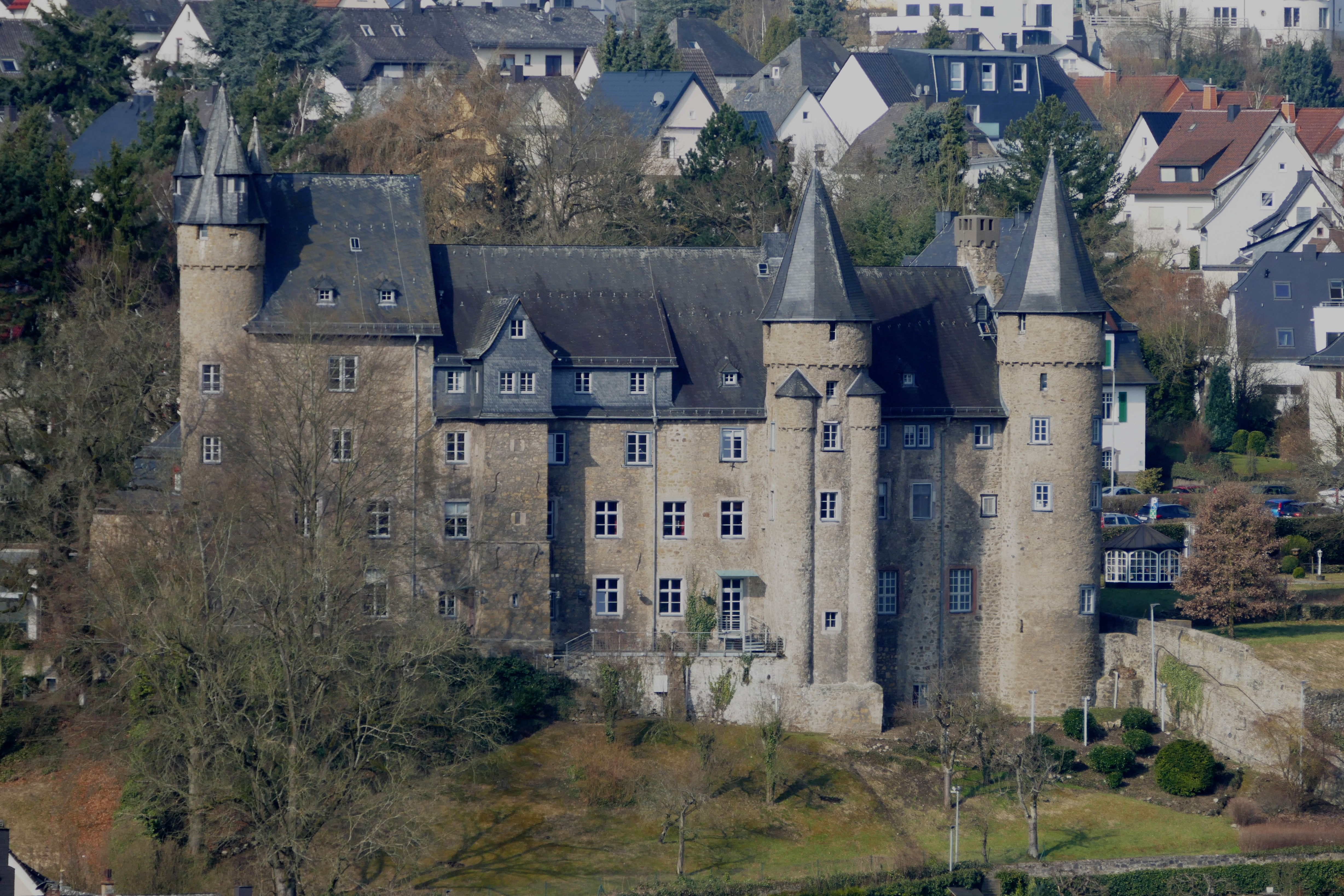
Slot Herborn

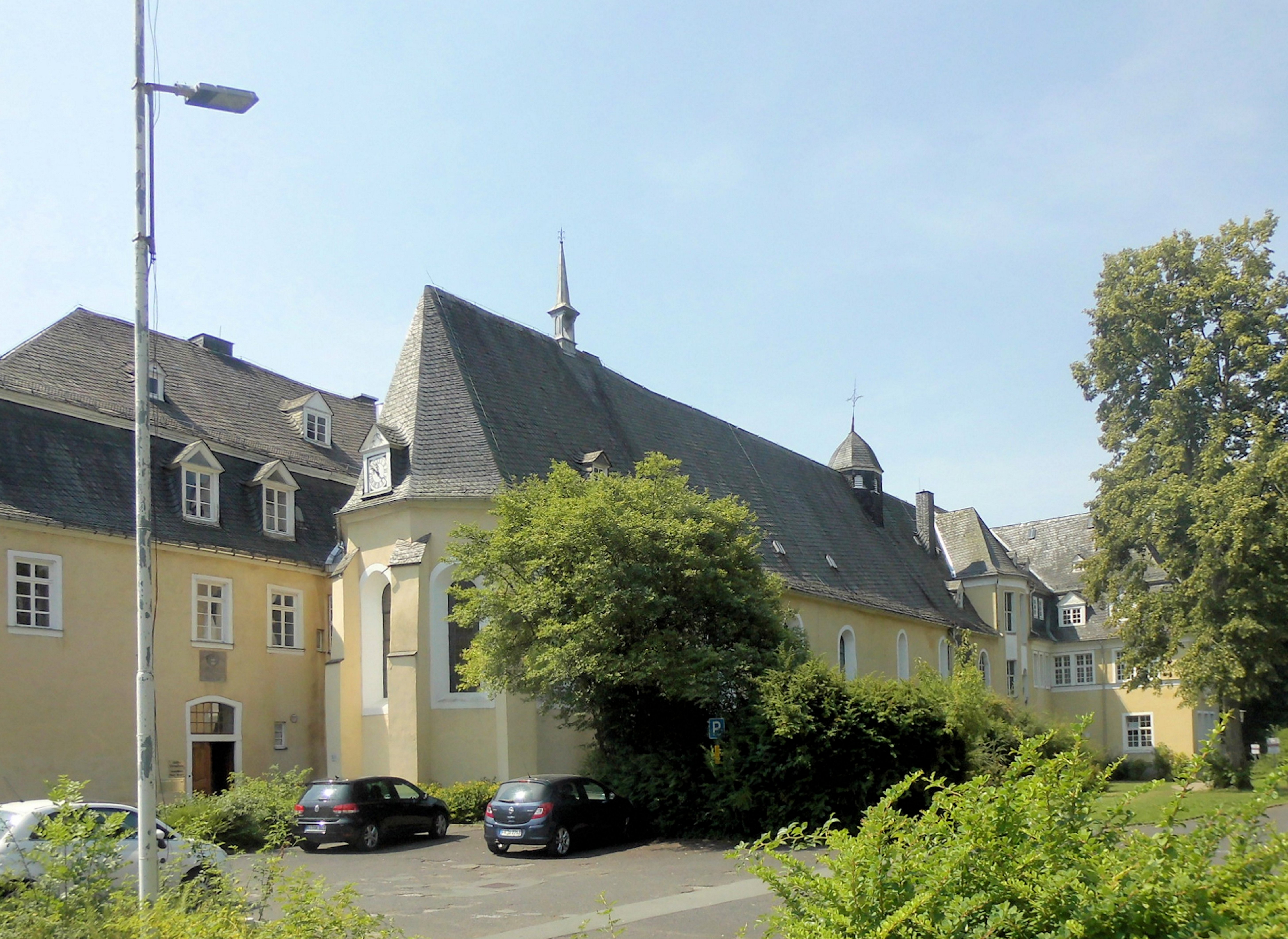
Klooster Keppel

Johan was de oudste zoon van graaf Otto II van Nassau-Siegen en Adelheid van Vianden, dochter van graaf Filips II van Vianden en Adelheid van Arnsberg.
Toen zijn vader in december 1350 of januari 1351 sneuvelde, volgde Johan hem op. Omdat hij nog minderjarig was, nam zijn moeder het regentschap voor hem waar. In 1362 droeg ze het bewind over aan Johan.
De groeiende meningsverschillen tussen Johan en Godfried van Dalenbroek over Johans aanspraken op Heinsberg en Blankenberg, ontstaan door het huwelijk van zijn grootvader Hendrik I van Nassau-Siegen met Adelheid van Heinsberg en Blankenberg, werden uiteindelijk genoegzaam opgelost door de verzekering van geldbetalingen in 1363 en 1374.
Johan ruilde erfaanspraken tegen tolbegunstigingen voor de stad Siegen met hertog Willem II van Gulik en bevorderde daarmee de toen al levendige handel van Siegen met de Nederlanden. Willem was verwant aan koning Eduard III van Engeland. Waarschijnlijk door de bemiddeling van Willem kwamen de Engelse koninklijke besluiten tot stand die de burgers van Siegen toestonden in Engeland ongestoord en met vele voorrechten handel te drijven en volgens hun eigen zeden en gewoonten te leven. Ze waren vrijgesteld van belastingen voor de vestingbouw en poorttollen. In de Honderdjarige Oorlog vochten aan Engelse zijde ook edellieden uit Siegerland.
Johan werd in 1369 en 1379 door keizer Karel IV beleend met het graafschap Arnstein, dat hij in 1381 met Keulen ruilde voor het alleenbezit van de stad Siegen, die daardoor – zonder Keulse medeheerschappij – Nassaus werd en bleef. Het voorrecht van Arnstein om de stormvlag van het hertogdom Westfalen te voeren, bezat Johan overigens nog in 1392.
Johan heeft gedurende zijn leven talloze vetes gevoerd. Het ridderlijke gevoel van die tijd schiep een veelvoud aan verenigingen en verbonden. Johan nam deel aan dergelijke verbonden en verschijnt zelfs als mede-oprichter, maar in ieder geval als een levendig lid van de Sternerbund, de Minnebund, de Leeuwenorde en het Gezelschap met de Horens, altijd klaar voor strijd en ridderlijke gevechten. Johan werd in 1370 in een gevecht tegen heer Johan van Westerburg bij Obertiefenbach met 44 ruiters gevangengenomen en pas vrijgelaten na het betalen van een losgeld van 10.000 gulden.
De moeilijkste verwikkelingen brachten de nabuurschapsbetrekkingen met de landgraven van Hessen, waarbij het meestal om de leenheerlijkheid over Driedorf en Itter, de Burcht Hermannstein en andere ging, niet zonder dat de aartsbisschop van Mainz en zijn vazallen – destijds bittere vijanden van de landgraven – het spel meespeelden. Johan maakte deel uit van de coalitie van vorsten en graven – waaronder hertog Otto I ‘de Kwade’ van Brunswijk-Göttingen, graaf Hendrik VI van Waldeck en graaf Godfried VIII van Ziegenhain – die sinds 1373 Adolf van Nassau-Wiesbaden-Idstein steunde in zijn strijd om het aartsbisdom Mainz tegen Lodewijk van Meißen.
Door het huwelijk in 1388 van Johans zoon Adolf met Jutta, de erfdochter van graaf Gerhard VII van Diez, wist Johan delen van het rijke graafschap Diez aan zijn bezittingen toe te voegen, en legde hij de basis voor de latere verwerving van de volledige erfenis van dat graafschap door de Ottoonse Linie van het Huis Nassau.
Johan bouwde vóór 1389 de Burcht Freudenberg tegen de heren van Wildenburg en de graven van Sayn. Hij kon in 1392 na een geslaagde veldtocht tegen graaf Johan III van Sayn-Wittgenstein het graafschap Wittgenstein tot leen van Nassau maken.
Meningsverschillen met de graven van Solms over Greifenstein leidden uiteindelijk in 1395 tot aankoop van deze heerlijkheid van graaf Engelbrecht van Sayn-Wittgenstein met de toestemming van de leenheer, de bisschop van Worms; maar voorlopig kwam het niet tot een echte overname.
Het roofridderwezen wist Johan voor altijd te beëindigen. Hij verzocht en verkreeg van de keizer het recht om op zijn Burcht Ginsburg een veemgericht in te stellen.

### Strijd om Nassau-Hadamar
Na het overlijden van graaf Hendrik van Nassau-Hadamar was zijn broer Emico III de wettige opvolger. Emico was echter zwakzinnig en werd daarom als ongeschikt voor de regering beschouwd. Zijn verwanten brachten Emico onder in Klooster Arnstein, terwijl zij met landgraaf Hendrik II van Hessen om zijn erfenis streden. Emico's zwager, Rupert van Nassau-Sonnenberg, werd zijn voogd en nam de regering in het graafschap Nassau-Hadamar over. Tegelijkertijd maakte ook Johan, als senior van de Ottoonse Linie, erfaanspraken op Nassau-Hadamar. Uiterlijk in 1371 kwam het tot een openlijke breuk tussen Rupert en Johan. Tijdens de daaropvolgende veertien jaar bestreden beiden elkaar in jarenlange vetes, die slechts tweemaal (in 1374 en 1382) na door derden bemiddelde kortdurende overeenkomsten onderbroken werden. Tussen 1372 en 1374 werd de stad Nassau zo zwaar verwoest dat die voor enige tijd opgegeven werd. Een op 22 juni 1385 door bemiddeling van de Rijnlandse Stedenbond tot stand gekomen overeenkomst, die de overeenkomsten van 1374 en 1382 in alle wezenlijke zaken bekrachtigde, hield een tijdlang stand.
Na het overlijden van Rupert op 4 september 1390 begon de strijd opnieuw. Ruperts weduwe Anna hertrouwde vóór 11 januari 1391 met graaf Diederik VIII van Katzenelnbogen, en deze maakte direct aanspraak op Nassau-Hadamar. In de op 21 juni 1394 tussen Johan en Diederik gesloten overeenkomst verplichtte Johan zich voor Emico's onderhoud te zorgen zolang deze in Nassau was. Johan legde bij deze gelegenheid in een oorkonde ook vast dat hij het Hadamarse deel van Nassau, met alle toebehoren, in naam van Emico bezat, dat hij Emico als graaf van Nassau erkende en hem in het Hadamarse deel van Nassau zou laten huldigen. Wanneer Emico overleed, is niet bekend. Hij wordt voor de laatste maal in de bovengenoemde overeenkomst van 21 juni 1394 in een oorkonde vermeld. Met Emico stierf het Huis Nassau-Hadamar in mannelijke lijn uit. De strijd tussen Johan en Diederik sleepte zich nog tot 1408 voort.
Uiteindelijk erfde Johan ⅓ van Hadamar en Ellar, ⅔ van (Bad) Ems, de Esterau en Dietkirchen.

### Laatste jaren, overlijden, begrafenis en opvolging
In de laatste jaren van zijn leven had hij – naast de reeds genoemde geschillen met Hessen, de graven van Katzenelnbogen, en van Solms – ook geschillen met de graven van Breidenbach.

Johan overleed in Herborn op 4 september 1416, vermoedelijk 77 jaar oud. Met een regeerperiode van 54 jaar was hij een van de langst regerende vorsten uit de middeleeuwen. Hij werd begraven in Klooster Keppel bij Hilchenbach. Hij werd opgevolgd door zijn zoons Adolf I, Johan II ‘met de Helm’, Engelbrecht I en Johan III ‘de Jongere’. Deze waren reeds in 1409 een gezamenlijke voortzetting van de regering overeengekomen.

## Huwelijk en kinderen
Op 14 augustus 1343 kwamen ‘Alf graue van der Mark unde Margret sin … husfrouwe’ met ‘Otten grauen van Nassauwe und frouwen Aleyde’ in een oorkonde overeen dat ‘eine dochter van unseren dochteren’ zou huwen met ‘einem sone van soenen … Otten grauen van Nassauwe und frouwen Alheyd vorgenant’.
Johan huwde op 20 of 30 november 1357 met Margaretha van der Mark († 29 september 1409), dochter van graaf Adolf II van der Mark en Margaretha van Kleef. Ze werd begraven in Klooster Keppel.

Uit dit huwelijk werden geboren:
1. Adolf I (1362 – 12 juni 1420), volgde zijn vader op.
2. Johan II ‘met de Helm’ († Slot Dillenburg, begin mei 1443), volgde zijn vader op.
3. Engelbrecht I (Dillenburg, ca. 1370 – Breda, 3 mei 1442), volgde zijn vader op.
4. Hendrik, vermeld in 1389 als student te Keulen, in 1399 als proost te Xanten; laatst vermeld 1401.
5. Johan III ‘de Jongere’ († 18 april 1430), volgde zijn vader op.

## Voorouders
| Voorouders van Johan I van Nassau-Siegen | Voorouders van Johan I van Nassau-Siegen                                                                  | Voorouders van Johan I van Nassau-Siegen                                                                  | Voorouders van Johan I van Nassau-Siegen                                                                  | Voorouders van Johan I van Nassau-Siegen                                                                  | Voorouders van Johan I van Nassau-Siegen                                          | Voorouders van Johan I van Nassau-Siegen                                          | Voorouders van Johan I van Nassau-Siegen                                              | Voorouders van Johan I van Nassau-Siegen                                          |
| ---------------------------------------- | --- | --- | --- | --- | --------------------------------------------------------------------------------- | --------------------------------------------------------------------------------- | ------------------------------------------------------------------------------------- | --------------------------------------------------------------------------------- |
| Betovergrootouders                       | Hendrik II ‘de Rijke’ van Nassau (ca. 1180–1247/50) ⚭ vóór 1215 Machteld van Gelre en Zutphen (?–na 1247) | Emico IV van Leiningen (?–1276/79) ⚭ Elisabeth (?–1263)                                                   | Hendrik van Sponheim (–ca. 1258) ⚭ 1230 Agnes van Valkenburg en Heinsberg (?–1267)                        | Godfried van Brabant (1209–1254) ⚭ 1243 Maria van Oudenaarde (?–1277)                                     | Filips I van Vianden (?–1273) ⚭ vóór 1262 Maria van Perwez (?–1289)               | Jan van Oudenaarde (?–1293/94) ⚭ Mathilde van Crecques (?–na 1296)                | Godfried III van Arnsberg (?–1282) ⚭ vóór 1238 Adelheid van Blieskastel (?–vóór 1272) | Willem IV van Gulik (?–1278) ⚭ Richardis van Gelre en Zutphen (?–1293/98)         |
| Overgrootouders                          | Otto I van Nassau (?–1289/90) ⚭ vóór 1270 Agnes van Leiningen (?–na 1299)                                 | Otto I van Nassau (?–1289/90) ⚭ vóór 1270 Agnes van Leiningen (?–na 1299)                                 | Dirk II van Heinsberg en Blankenberg (?–1303) ⚭ 1253 Johanna van Leuven (?–1291)                          | Dirk II van Heinsberg en Blankenberg (?–1303) ⚭ 1253 Johanna van Leuven (?–1291)                          | Godfried I van Vianden (?–1307/1310) ⚭ 1278 Aleidis van Oudenaarde (?–1305)       | Godfried I van Vianden (?–1307/1310) ⚭ 1278 Aleidis van Oudenaarde (?–1305)       | Lodewijk van Arnsberg (?–1312/13) ⚭ vóór 1276 Petronella van Gulik (?–na 1299)        | Lodewijk van Arnsberg (?–1312/13) ⚭ vóór 1276 Petronella van Gulik (?–na 1299)    |
| Grootouders                              | Hendrik I van Nassau-Siegen (ca. 1270–1343) ⚭ vóór 1302 Adelheid van Heinsberg en Blankenberg (?–na 1343) | Hendrik I van Nassau-Siegen (ca. 1270–1343) ⚭ vóór 1302 Adelheid van Heinsberg en Blankenberg (?–na 1343) | Hendrik I van Nassau-Siegen (ca. 1270–1343) ⚭ vóór 1302 Adelheid van Heinsberg en Blankenberg (?–na 1343) | Hendrik I van Nassau-Siegen (ca. 1270–1343) ⚭ vóór 1302 Adelheid van Heinsberg en Blankenberg (?–na 1343) | Filips II van Vianden (?–1315/16) ⚭ Adelheid van Arnsberg (?–?)                   | Filips II van Vianden (?–1315/16) ⚭ Adelheid van Arnsberg (?–?)                   | Filips II van Vianden (?–1315/16) ⚭ Adelheid van Arnsberg (?–?)                       | Filips II van Vianden (?–1315/16) ⚭ Adelheid van Arnsberg (?–?)                   |
| Ouders                                   | Otto II van Nassau-Siegen (ca. 1305–1350/51) ⚭ 1331 Adelheid van Vianden (?–1376)                         | Otto II van Nassau-Siegen (ca. 1305–1350/51) ⚭ 1331 Adelheid van Vianden (?–1376)                         | Otto II van Nassau-Siegen (ca. 1305–1350/51) ⚭ 1331 Adelheid van Vianden (?–1376)                         | Otto II van Nassau-Siegen (ca. 1305–1350/51) ⚭ 1331 Adelheid van Vianden (?–1376)                         | Otto II van Nassau-Siegen (ca. 1305–1350/51) ⚭ 1331 Adelheid van Vianden (?–1376) | Otto II van Nassau-Siegen (ca. 1305–1350/51) ⚭ 1331 Adelheid van Vianden (?–1376) | Otto II van Nassau-Siegen (ca. 1305–1350/51) ⚭ 1331 Adelheid van Vianden (?–1376)     | Otto II van Nassau-Siegen (ca. 1305–1350/51) ⚭ 1331 Adelheid van Vianden (?–1376) |